# Diocese de Chingleput
A Diocese de Chingleput (Latim:Dioecesis Chingleputensis) é uma diocese localizada no município de Chengalpattu, no estado de Tâmil Nadu, pertencente a Arquidiocese de Madras e Meliapore na Índia. Foi fundada em 19 de julho de 2002 pelo Papa João Paulo II. Com uma população católica de 210.300 habitantes, sendo 3,7% da população total, possui 105 paróquias com dados de 2020.

## História
Em 19 de julho de 2002 o Papa João Paulo II cria a Diocese de Chingleput através do território da Arquidiocese de Madras e Mylapore.

## Lista de bispos
A seguir uma lista de bispos desde a criação da diocese em 2002.
|                      | Nome                     | Período              | Notas                |
| Bispos de Chingleput | Bispos de Chingleput     | Bispos de Chingleput | Bispos de Chingleput |
| -------------------- | ------------------------ | -------------------- | -------------------- |
| 1º                   | Anthonisamy Neethinathan | 2002 - atual         |                      |